# Jardin de l'État
Le jardin de l'État est un jardin botanique  d'une superficie de 4 hectares à Saint-Denis, sur l'île de La Réunion.
Aménagé entre 1767 et 1773, ce « jardin des plantes » comprend des arbres et des épices ramenés de l'extérieur de l'île par Pierre Poivre, et abrite le Muséum d'histoire naturelle de La Réunion ouvert en août 1855.

## Situation
Son entrée principale donne aujourd'hui sur une petite place desservant la rue de Paris. La place est décorée de deux petites arches en pierre et d'un buste du général du Premier Empire François Gédéon Bailly de Monthion. On trouve dans le jardin lui-même un buste de Pierre Poivre et une fontaine Wallace.

## Noms successifs
Il a été appelé Jardin du Roy en 1816, puis Jardin de l'État, Jardin d'acclimatation ou Jardin colonial à la fin du XIXe siècle et apparaît aussi sous les dénominations de Jardin des plantes ou Jardin du Muséum,,.

## Histoire

### XVIIIe–XIXesiècles
Un Jardin royal des plantes médicinales est créé en 1635, puis rattaché au musée d'histoire naturelle de La Réunion (ce dernier créé en 1854 et officialisé par décret le 10 juin 1793), sur le modèle du binôme parisien Jardin des plantes-Muséum.
L'actuel jardin de l'État est créé en 1761 selon les uns, en 1767 selon d'autres. 
L'ordonnateur Honoré de Crémont (1764 à 1784) fait amener, à l'endroit appelé fin XIXe siècle la place du Jardin, l'eau du ruisseau des Noirs, ce qui alimente deux bassins à droite de l'entrée ; chacun de ces bassins est orné d'un petit îlot où poussent des plantes aquatiques. 
Pierre Poivre, intendant des îles de France et de Bourbon de 1767 à 1772, participe à son développement et aménagement.
Mais dès 1794 Crémont déplore l'état d'abandon du jardin qu'il a créé. En 1816 Marchant, le nouvel ordonnateur, fait appel à la métropole qui envoie des graines et des plantes, mais surtout un jardinier : Jean-Baptiste Nicolas Bréon. L'endroit devient le Jardin du Roy à cette époque. Bréon commence par publier un catalogue non seulement des plantes du jardin mais aussi des plantes de naturalisation dans l'île - base de données essentielle pour planifier le développement du jardin et les échanges de plantes possibles.
Bréon est remplacé le 1er août 1828 par Jean-Michel-Claude Richard, créateur du jardin de Richard-Toll au Sénégal. Il enrichit le jardin de nombreuses plantes dont beaucoup sont encore présentes 3/4 de siècle plus tard, allant jusqu'à Madagascar pour en ramener des végétaux nouveaux et utiles qu'il classe méthodiquement. Le 30 octobre 1856 il fait publier un nouveau catalogue des plantes du jardin présentant alors plus de 2 000 espèces dont beaucoup sont uniques. Il reste en poste pendant 37 ans et le jardin atteint son apogée sous sa direction : il est alors considéré comme l'un des plus intéressants de l'hémisphère sud.
Le 29 mars 1865, le jardin est cédé à une société d'acclimatation et est alors renommé « Jardin d'acclimatation ». Les cours d'eau sont à cette époque notablement affaiblis par les déboisements à l'intérieur de l'île ; la société doit créer deux longs bassins en stuc, l'un mesurant plus de 60 m de long, bordés d'un côté par des palmiers-colonnes ou palmiers de Cayenne (Oreodoxa regia) intercalés d'Acalypha bicolor.
Puis la société est dissoute, et Julien Potier prend la tête du jardin. Il y acclimate les premiers plants de caféier Libéria de l'île, où cette plante se propage ensuite sur tout son territoire et en particulier à la Côte au Vent où elle se plaît particulièrement. Mais surtout il introduit les meilleures espèces de quinquina vers avril 1866, sur une initiative du Dr Auguste Vinson, du général Arthur Morin et de son fils Édouard — ce pour quoi Vinson et Edouard Morin reçoivent en avril 1867 une médaille d'argent de première classe de l'Académie française et en 1875 un prix de 1 500 francs. Vinson reçoit en outre une médaille d'or de la Société d'agriculture de France. C'est que l'enjeu est de taille : la France est très en retard sur l'Angleterre et la Hollande quant à la culture du quinquina dans les colonies, et doit en importer les écorces fébrifuges à grands frais. Les missionnaires ajoutent leurs efforts dans ce sens aux initiatives des particuliers comme Joseph Wickers qui voyage deux fois jusqu'à l'île Maurice pour en ramener des plants de quinquina. Les pères du Saint-Esprit à l'Îlet à Guillaume et J. Wickers reçoivent des médailles d'argent pour leurs efforts. Cette acclimatation est réussie : dans les années 1890 le directeur du jardin, Neveu, constate que de jeunes quinquinas poussent spontanément du côté de la Rivière des Pluies.
Neveu contribue lui aussi à développer le jardin, notamment grâce à des envois de plantes de la part de botanistes comme Édouard Heckel (jardin botanique de Marseille, musée-institut colonial de Marseille) à qui l'on doit l'introduction d'Araucaria bidwillii, du coca (Erythroxylum coca), du kolatier (Sterculia acuminata) du kinkélibah (Combretum raimbaultii) pour ne citer que ceux-là. Contribuent aussi le Dr Trabut ; Rivière (jardin de l’Algérie) ; Treub (jardin de Java) ; Maxime Cornu (professeur au Muséum de Paris, qui fournit la tomate arbre (Cyphomandra betacea) et plusieurs palmiers dont le Corypha cerifera (en) et deux musacées, Musa superba (en) et Musa enseta) ; Fernand Jadin (créole de l'île Maurice, professeur à l'École de pharmacie de Montpellier,) ; Joseph Maiden (et non Maider) (jardin botanique de Sydney)…

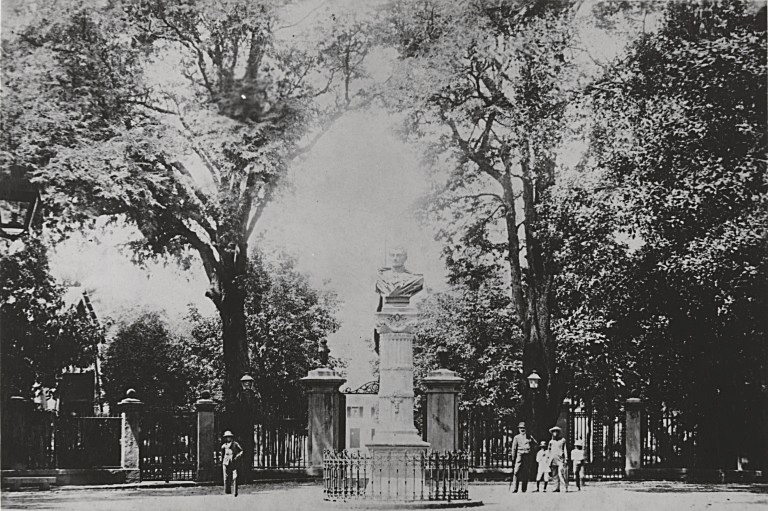
L'entrée du jardin à la fin du XIXe siècle.
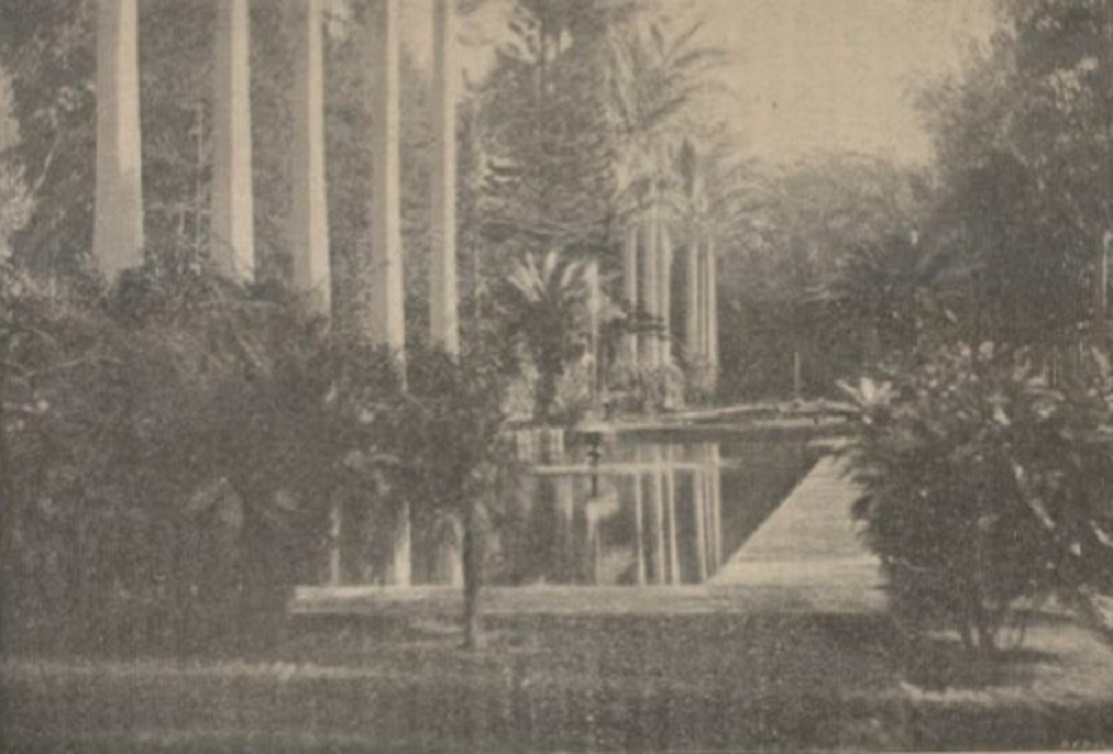
Les bassins en 1898

### XXesiècle
En 1978, le jardin est classé au titre des monuments historiques,. En 2004, des travaux de rénovation sont entrepris par le conseil général. Le jardin réaménagé ouvre ses portes en 2009.

## Arbres
Le jardin abrite une cinquantaine d'espèces d'arbres :
- Adansonia digitata - Baobab africain.
- Adenanthera pavonina - Bois noir rouge.
- Araucaria columnaris - Pin colonnaire.
- Artocarpus heterophyllus - Jacquier.
- Averrhoa carambola - Carambolier.
- Bambusa glaucescens - Bambou déesse d'or.
- Ficus benghalensis - Figuier des banians.
- Barringtonia asiatica - Bonnet de prêtre.
- Bulbophyllum conicum - Grosse carambole marronne.
- Caryota mitis - Palmier à queue de poisson.
- Cocos nucifera - Cocotier.
- Mimusops elengi - Coing de Chine.
- Cordia amplifolia - Teck d'Indochine.
- Couroupita guianensis - Boulet de canon.
- Crescentia cujete - Calebassier.
- Damara araucaria.
- Dictyosperma album - Palmiste blanc.
- Elaeis guineensis - Palmier à huile.
- Elaeodendron orientale - Bois rouge.
- Enterolobium cyclocarpum - Oreille cafre.
- Eucalyptus citriodora - Eucalyptus citronné.
- Ficus microcarpa - Arbre de l'Intendance.
- Garcinia genus - Mangoustanier.
- Heritiera littoralis - Toto margot.
- Hymenaea courbaril - Courbaril.
- Inga laurina - Arbre à miel.
- Khaya senegalensis - Acajou du Sénégal.
- Kigelia africana - Arbre à saucisses.
- Livistona chinensis - Latanier de Chine.
- Majidea zanguebarica - Perle de Zanzibar.
- Mangifera indica - Manguier.
- Melaleuca quinquenervia - Niaouli.
- Mimusops coriacea - Pomme d'accot ou Pomme jacquot.
- Palmier bouteille.
- Pandanus sanderi - Pandanus bicolore.
- Pandanus utilis - Vacoa.
- Peltophorum pterocarpum - Arbre papillon.
- Pterocarpus indicus - Sang-dragon.
- Ravenala madagascariensis - Ravenale.
- Roystonea oleracea - Palmier colonne.
- Samanea saman - Saman.
- Santalum genus - Santal.
- Senna siamea - Cassia du Siam.
- Sterculia foetida - Arbre caca.
- Syzygium cumini - Jamblon.
- Tabebuia pallida - Calice du pape.
- Tamarindus indica - Tamarinier.
- Terminalia arjuna - Arjunier.
- Terminalia catappa - Badamier.
- Trisophilam cainito - Arbre à contreforts.
- Vitex doniana - Grain de bouchon.
- Yucca elephantipes - Yucca pied d'éléphant.
- Spondias dulcis - Zévi de l'Inde.

## Informations complémentaires
Le Jardin est fréquenté par les promeneurs : des aires de jeux ont été installées pour les enfants. Il sert également de lieu de rassemblement pour de manifestations culturelles comme la fête de la musique.